# Urban Hymns
Urban Hymns — третий студийный альбом английского рок-коллектива The Verve, вышедший 29 сентября 1997 года. Альбом записан в таких жанрах, как брит-поп, альтернативный рок, психоделический рок и спейс-рок. Является наиболее успешным альбомом группы, всего по всему миру было продано более 10 миллионов экземпляров.

## Об альбоме
Предыдущие студийные альбомы группы, A Storm in Heaven в 1993 году и A Northern Soul в 1995-м, не достигли особых успехов, и вскоре после создания A Northern Soul в связи с внутренними конфликтами группа распалась. Но блуждания врозь друг от друга были недолгими, и вокалист Ричард Эшкрофт вновь собрал группу, только без гитариста Ника Маккейба, который был заменен Саймоном Тонгом, старым другом группы. Маккейб вернулся, только когда The Verve уже начали репетировать новый материал, и в итоге Urban Hymns записывался музыкантами впятером.
«Bitter Sweet Symphony» стала хитом как в США, так и в Великобритании и превратилась в самую популярную песню группы. «The Drugs Don’t Work» — песня The Verve № 1 в Соединённом Королевстве, ставшая «гвоздём программы» на выступлениях групп-пародистов и многих других команд. Остальная часть альбома чередует мелодичные баллады, такие как «Sonnet» и «Space and Time», по-космически звучащие «Catching the Butterfly» и «The Rolling People», присутствует и рок-композиция в стиле Led Zeppelin «Come On», закрывающая альбом. Фотография для альбома сделана в Ричмонд-парке.
В первые годы после выхода альбома, Urban Hymns получил практически единогласную похвалу критиков, а журнал Melody Maker назвал «Urban Hymns» альбомом № 1 в своём ежегодном списке. В 1998 году альбом выиграл награду Brit Awards в номинации «Лучший британский альбом», был номинирован на Mercury Prize, а по результатам опроса читатели журнала Q поставили Urban Hymns на 18-е место в рейтинге альбомов всех времен. То же место он занял и в 2001 году, в 2006-м переместился на 16-ю позицию. В 2007 году The Verve была удостоена первой в истории журнала Q премии «Q Classic Album». В 2008 году всё в том же рейтинге Urban Hymns занял 10-е место.
По состоянию на 2009 год в Великобритании альбом разошёлся более чем трёхмиллионным тиражом, по всему миру — 10-миллионным.

## Список композиций
1. «Bitter Sweet Symphony» (Ричард Эшкрофт) — 5:58;
2. «Sonnet» (Эшкрофт) — 4:21
3. «The Rolling People» (The Verve) — 7:01
4. «The Drugs Don’t Work» (Эшкрофт) — 5:05
5. «Catching the Butterfly» (The Verve) — 6:26
6. «Neon Wilderness» (Ник МакКейб, The Verve) — 2:37
7. «Space and Time» (Эшкрофт) — 5:36
8. «Weeping Willow» (Эшкрофт) — 4:49
9. «Lucky Man» (Эшкрофт) — 4:53
10. «One Day» (Эшкрофт) — 5:03
11. «This Time» (Эшкрофт) — 3:50
12. «Velvet Morning» (Эшкрофт) — 4:57
13. «Come On» (The Verve) — 15:15
  1. «Come On» (00:00-6:38)
  2.  — (06:38—13:01)
  3. «Deep Freeze» (13:01—15:15)

### Суперделюкс-издание 2017 года
| №   | Название                               | Длительность |
| --- | -------------------------------------- | ------------ |
| 1.  | «Bitter Sweet Symphony»                | 5:58         |
| 2.  | «Sonnet»                               | 4:21         |
| 3.  | «The Rolling People»                   | 7:01         |
| 4.  | «The Drugs Don't Work»                 | 5:05         |
| 5.  | «Catching The Butterfly»               | 6:26         |
| 6.  | «Neon Wilderness»                      | 2:37         |
| 7.  | «Space and Time»                       | 5:36         |
| 8.  | «Weeping Willow»                       | 4:49         |
| 9.  | «Lucky Man»                            | 4:53         |
| 10. | «One Day»                              | 5:03         |
| 11. | «This Time»                            | 3:50         |
| 12. | «Velvet Morning»                       | 4:57         |
| 13. | «Come On» (скрытый трек "Deep Freeze") | 15:15        |

| №   | Название                                      | Длительность |
| --- | --------------------------------------------- | ------------ |
| 1.  | «Lord I Guess I’ll Never Know»                | :            |
| 2.  | «Country Song»                                | :            |
| 3.  | «Bitter Sweet Symphony» (James Lavelle Remix) | :            |
| 4.  | «So Sister»                                   | :            |
| 5.  | «Echo Bass»                                   | :            |
| 6.  | «Three Steps»                                 | :            |
| 7.  | «The Drugs Don’t Work» (original demo)        | :            |
| 8.  | «The Crab»                                    | :            |
| 9.  | «Stamped»                                     | :            |
| 10. | «Never Wanna See You Cry»                     | :            |
| 11. | «MSG»                                         | :            |
| 12. | «The Longest Day»                             | :            |
| 13. | «Lucky Man (Happiness More or Less)»          | :            |

| №  | Название                                              | Длительность |
| -- | ----------------------------------------------------- | ------------ |
| 1. | «Bitter Sweet Symphony» (extended version)            | :            |
| 2. | «This Could Be My Moment»                             | :            |
| 3. | «Monte Carlo»                                         | :            |
| 4. | «Life’s an Ocean» (BBC Evening Session 27.08.97)      | :            |
| 5. | «A Man Called Sun» (BBC Evening Session 27.08.97)     | :            |
| 6. | «The Drugs Don’t Work» (BBC Evening Session 27.08.97) | :            |
| 7. | «On Your Own» (BBC Evening Session 27.08.97)          | :            |
| 8. | «So Sister» (BBC Evening Session 27.08.97)            | :            |

| №   | Название                 | Длительность |
| --- | ------------------------ | ------------ |
| 1.  | «This Is Music»          | 3:50         |
| 2.  | «Space and Time»         | 6:00         |
| 3.  | «Catching the Butterfly» | 6:28         |
| 4.  | «Sonnet»                 | 4:41         |
| 5.  | «The Rolling People»     | 6:15         |
| 6.  | «Neon Wilderness»        | 2:43         |
| 7.  | «Weeping Willow»         | 4:38         |
| 8.  | «The Drugs Don't Work»   | 6:00         |
| 9.  | «Lucky Man»              | 5:30         |
| 10. | «Life's an Ocean»        | 6:49         |
| 11. | «Velvet Morning»         | 6:01         |
| 12. | «Bitter Sweet Symphony»  | 10:07        |

| №   | Название                                                | Длительность |
| --- | ------------------------------------------------------- | ------------ |
| 1.  | «One Day»                                               | 5:33         |
| 2.  | «History»                                               | 5:32         |
| 3.  | «Come On»                                               | 10:43        |
| 4.  | «A New Decade (Washington DC 9.30 Club 03.11.97)»       | 3:42         |
| 5.  | «The Rolling People (Brixton Academy 16.01.98)»         | 5:39         |
| 6.  | «On Your Own (Brixton Academy 16.01.98)»                | 3:20         |
| 7.  | «History (Brixton Academy 16.01.98)»                    | 4:53         |
| 8.  | «Slide Away (Manchester Academy 11.08.97)»              | 4:07         |
| 9.  | «A Man Called Sun (Washington DC 9.30 Club 03.11.97)»   | 5:22         |
| 10. | «A Northern Soul (Washington DC 9.30 Club 03.11.97)»    | 6:50         |
| 11. | «Space and Time (Brixton Academy 16.01.98)»             | 5:33         |
| 12. | «This Is Music (Manchester Academy 11.08.97)»           | 3:38         |
| 13. | «Weeping Willow (Washington DC 9.30 Club 03.11.97)»     | 3:54         |
| 14. | «Stormy Clouds / Reprise (Manchester Academy 11.08.97)» | 7:21         |

Издатель - Virgin EMI Records.

## Участники записи
| The Verve - Ричард Эшкрофт — вокал, гитара - Ник МакКейб — лид-гитара - Саймон Джонс — бас-гитара - Питер Солсбери — ударные - Саймон Тонг — гитара, клавишные Дополнительные музыканты - Галлахер, Лиам — бэк-вокал («Come On»); хлопки («Space and Time») - Уил Мэлоун — струнные, дирижёр, аранжировщик | Продакшн - Мартин Гловер — продюсер (1, 2, 4, 9—12) - Крис Поттер — продюсер (3, 5—8, 13), звукоинженер, сведение, запись - The Verve — продюсеры - Мэл Вессон — программирование - Пол Энтони Тейлор — программирование - Гарет Эштон — ассистент звукоинженера - Лоррейн Фрэнсис — ассистент звукоинженера - Ян Кьюберт — ассистент звукоинженера - Брайан Кэннон — дизайн - Мартин Кетералл — ассистент дизайнера - Мэтью Сэнки — ассистент дизайнера - Майкл Спенсер Джонс — фотография - Джон Хорсли — фотография - Крис Флойд — фотография |